# ساکلا (شهرستان هیو)
ساکلا (به لاتین: Sakla) یک منطقهٔ مسکونی در استونی است که در دهستان پوهالپا واقع شده‌است.